# كرزيستوف غورسكي
كرزيستوف غورسكي هو لاعب كرة قدم بولندي في مركز الهجوم، ولد في 1958 في بولندا. لعب مع ليخيا غدانسك.